# Mazandarão
Mazandarão (em persa: استان مازندران; romaniz.: Ostān-e Māzandarān; em mazandarani: مازرون, transl. Māzerūn), historicamente chamada Tabaristão, é uma província do Irã sediada em Sari. Tem 23 842 quilômetros quadrados e segundo censo de 2019, havia 3 365 000 residentes. Se divide em 22 condados.